# Xã Monroe, Quận Monroe, Missouri
Xã Monroe (tiếng Anh: Monroe Township) là một xã thuộc quận Monroe, tiểu bang Missouri, Hoa Kỳ. Năm 2010, dân số của xã này là 2.355 người.